# Eduard Stăncioiu
Eduard Cornel Stăncioiu est un footballeur roumain né le 3 mars 1981 à Bucarest. Il évoluait au poste de gardien de but.

## Palmarès
| CFR Cluj - Championnat de Roumanie - Champion : 2008, 2010 et 2012 - Coupe de Roumanie - Vainqueur : 2008, 2009 et 2010 - Finaliste : 2013 - Supercoupe de Roumanie - Vainqueur : 2009 et 2010 - Finaliste : 2012 |  | ASA Târgu Mureș - Championnat de Roumanie - Vice-champion : 2015 - Supercoupe de Roumanie - Vainqueur : 2015 |  | \| FCSB - Championnat de Roumanie - Vice-champion : 2017 et 2018 \| |
| FCSB - Championnat de Roumanie - Vice-champion : 2017 et 2018 |  | |  |                                                                     |

| FCSB - Championnat de Roumanie - Vice-champion : 2017 et 2018 |